# 鴻ノ峰
鴻ノ峰（こうのみね）は、山口県山口市上宇野令にある標高338.0mの山。山口県百名山の一つとされており、山口市民の手軽なハイキングコースとなっている。山頂には、大内義長が築城した高嶺城跡がある。

## テレビ・ラジオ送信所
山口市街地を一望できるロケーションを生かし、防府市大平山の親局を補完する形で旧山口市内（主に山口線の大歳駅 - 宮野駅沿線地域）向けのテレビ・ラジオ中継局が設けられている。
- 中継局の名称については、NHK・民放共に、市名の「山口」と冠している「山口鴻ノ峯」である。これは、防府市大平山親局の名称が「山口本局」と名乗っていることと、山口市内の重要中継局であるため[1]。
- 全局水平偏波で送信している。ただし、市内春日町周辺では強電界地域のためUHFを垂直（ノイズのない減衰対策）に向ける世帯もいくつか目立つ。
- 山口市の（合併前）旧市内の仁保地区には、大手通信会社のKDDIが、旧国際電信電話（KDD）時代から国際通信用の衛星地球局（KDDI山口衛星通信センター）を設けていることから、衛星地球局に影響を与える電波を出すことが法令で禁じられている。そうしたこともあり、各テレビ局の親局がある大平山（防府市）の出力を上げることが難しいため、これを補完するための中継局が設けられている。合併前の旧市内では、大平山の電波が入らないわけではないがほとんどがこの局で地元の放送を見ているほか、ケーブルテレビの加入者も多い。
- 山口市上宇野令字高嶺258-4
- スピルオーバー防止のため中腹に置局している。

### 地上デジタルテレビジョン放送
| リモコンキーID | 放送局名        | 物理チャンネル | 空中線電力 | ERP  | 放送対象地域 | 放送区域内世帯数 |
| -------------- | --------------- | -------------- | ---------- | ---- | ------------ | ---------------- |
| 1              | NHK山口総合     | 37ch           | 1W         | 5.4W | 山口県       | 約4万1千世帯     |
| 2              | NHK山口教育     | 40ch           | 1W         | 5.5W | 全国         | 約4万1千世帯     |
| 3              | tysテレビ山口   | 34ch           | 1W         | 5.5W | 山口県       | 約4万1千世帯     |
| 4              | KRY山口放送     | 36ch           | 1W         | 5.4W | 山口県       | 約4万1千世帯     |
| 5              | yab山口朝日放送 | 24ch           | 1W         | 5.4W | 山口県       | 約4万1千世帯     |

- 全局が中継局である。
- 2006年9月1日試験放送開始[2]。同年10月1日に本免許が交付され、同日から本放送開始[3]。

### 地上アナログテレビジョン放送
| 放送局名        | チャンネル | 空中線電力        | 実効輻射電力       | 放送対象地域 | 放送区域内世帯数 | 開局年月日    | 閉局年月日    |
| --------------- | ---------- | ----------------- | ------------------ | ------------ | ---------------- | ------------- | ------------- |
| NHK山口教育     | 42ch       | 映像10W /音声2.5W | 映像66W /音声16.5W | 全国         | -                | 1969年3月22日 | 2011年7月24日 |
| NHK山口総合     | 44ch       | 映像10W /音声2.5W | 映像66W /音声16.5W | 山口県       | -                | 1969年3月22日 | 2011年7月24日 |
| KRY山口放送     | 46ch-      | 映像10W /音声2.5W | 映像66W /音声16.5W | 山口県       | -                | 1970年4月15日 | 2011年7月24日 |
| tysテレビ山口   | 49ch-      | 映像10W /音声2.5W | 映像66W /音声16.5W | 山口県       | -                | 1970年4月15日 | 2011年7月24日 |
| yab山口朝日放送 | 52ch-      | 映像10W /音声2.5W | 映像66W /音声16.5W | 山口県       | -                | 1993年10月1日 | 2011年7月24日 |

- 全局中継局である。
- 正式な局名は、NHKで山口鴻ノ峰テレビ中継放送所、KRYとtysで山口鴻ノ峰中継放送所、yabで鴻ノ峰中継放送所である。

### FMラジオ放送
| 放送局名        | 周波数  | 空中線電力 | 実効輻射電力 | 放送対象地域 | 放送区域内世帯数 | 開局年月日     |
| --------------- | ------- | ---------- | ------------ | ------------ | ---------------- | -------------- |
| FMYエフエム山口 | 82.1MHz | 音声10W    | 音声16W      | 山口県       | -                | 1985年12月1日  |
| NHK山口FM       | 85.9MHz | 音声10W    | 音声15.5W    | 山口県       | -                | 1980年7月18日  |
| KRY山口放送FM   | 92.3MHz | 100W       | 110W         | 山口県       | 約57，000世帯    | 2018年11月12日 |

正式な局名は、NHKで山口鴻ノ峰FM中継放送所、FMYで山口鴻ノ峰中継放送所、KRYで山口鴻ノ峯FMである。

## アクセス
- JR新山口駅などから防長交通バス「バイパス経由宮野」行きで「市保険センター」下車、徒歩。
- 国道9号（山口バイパス）から中継局まで車道あり（ただし、車道幅は狭く離合はできないので注意が必要）。
- 木戸神社側からも登山口がある（徒歩のみ）。
- 山口大神宮の階段からも登山できる（徒歩のみ）。
- 山口市朝倉町の兄弟山にも登山口がある（徒歩のみ）。

## 備考
- 山口県版の新聞のラテ欄において「山口」と表記される周波数は、NHK-FMとFMYに適用される。アナログ放送時代の場合、NHK総合テレビ・Eテレは「大平山」、民放テレビ各社は「鴻ノ峯」のチャンネルを指していた。NHKは鴻ノ峯のチャンネルを表記せず、大平山の民放チャンネルは「防府」（KRYは「周南」）と表記していた。
- テレビの場合、エリア内でも象頭山または兄弟山の山陰（麓）になるため受信困難・受信不能な地域が一部ある。この場合は、UHFアンテナを防府（大平山）または小郡（禅定寺山）に向ける世帯が目立つ。ただし、FMラジオは良好に受信できる。
- アナログのTYSとYABについては、試験放送開始時期も山口親局と同じである。